# Datalog
Datalog je deklarativní logický programovací jazyk, který vychází z Prologu. Často se používá jako dotazovací jazyk pro deduktivní databáze.
Začal se používat už v počátcích logického programování, ale samostatně se proslavil kolem roku 1977, díky Hervému Gallaire a Jacku Minkerovi, kteří uspořádali seminář o logice a databázích. Termín datalog zavedl profesor David Maier.

## Rozdíly oproti Prologu
Datalog na rozdíl od Prologu:
- nelze psát složité výrazy dovnitř predikátů. Například proměnné v predikátu jsou v pořádku, složené výrazy nelze
- funkční symboly nejsou vůbec povoleny
- nemá operátor řezu (cut) - ukončení dotazů je automatické
- nezáleží na pořadí uvedení příkazů
- pro použití rekurze se zde vyskytují určitá omezení
- vyžaduje, aby se každá proměnná, vyskytující se v hlavě (head) klauzule (věta zakončená tečkou), nebo v záporném - negovaném - literálu v těle (tail) klauzule, objevila i v nenegovaném literálu v těle klauzule
- umožňuje disjunkci jako hlavu klauzulí
- umožňuje objektově orientované programování

## Funkce
Vyhodnocení dotazu je založeno na logice prvního řádu, ale není turingovsky úplný. Na základě toho může využívat výhod efektivních algoritmů.
Skládá se z množiny pravidel, z nichž je každé spojovacím dotazem.

## Fragmenty
Programy Datalogu mohou mít použitelný fragment s/bez negace v tělech pravidel a s/bez nerovnosti mezi proměnnými v tělech pravidel.
Některé syntaktické fragmenty Datalogu jsou:
- lineární Datalog - nejvíce omezený, těla pravidel musí obsahovat právě jeden atom,
- strážený Datalog - pro každé pravidlo se musí všechny proměnné, vyskytující se v tělech pravidel, vyskytovat ještě společně alespoň v jednom atomu - ochranný atom,
- nerekurzivní Datalog - jak název napovídá, v definici programu Datalog je rekurze zakázána.

## Sémantika
Datalog má tři velmi rozlišné, ale přesto ekvivalentní přístupy, jak definovat vlastní sémantiku:
1. Teorie modelů
2. Teorie důkazů
3. Fitpoint (sémantika fixpointů)

## Syntax
Datalog se skládá ze seznamu faktů a pravidel (Hornova klauzule). Predikáty také mohou být definovány fakty a pravidly.
Příklad pravidlo: hlava :- tělo - tělo -> hlava (klasická implikace)
```
<
program
>
 
::=
 
<
fact
>
 
<
program
>
 | 
<
rule
>
 
<
program
>
 | ɛ

<
fact
>
 
::=
  
<
relation
>
 "(" 
<
constant-list
>
 ")." 

<
rule
>
 
::=
 
<
atom
>
 ":-" 
<
atom-list
>
 "."

<
atom
>
 
::=
 
<
relation
>
 "(" 
<
term-list
>
 ")"

<
atom-list
>
 
::=
 
<
atom
>
 | 
<
atom
>
 "," 
<
atom-list
>

<
term
>
 
::=
 
<
constant
>
 | 
<
variable
>

<
term-list
>
 
::=
 
<
term
>
 | 
<
term
>
 "," 
<
term-list
>

<
constant-list
>
 
::=
 
<
constant
>
 | 
<
constant
>
 "," 
<
constant-list
>

```

Datalog rozlišuje mezi extenzivními predikáty (definované fakty) a intenzivními predikáty (definovaná pravidla).
Řetězce začínající velkým písmenem představují proměnné. Řetězce začínající malým písmenem představují názvy.